# Uri Zahavi

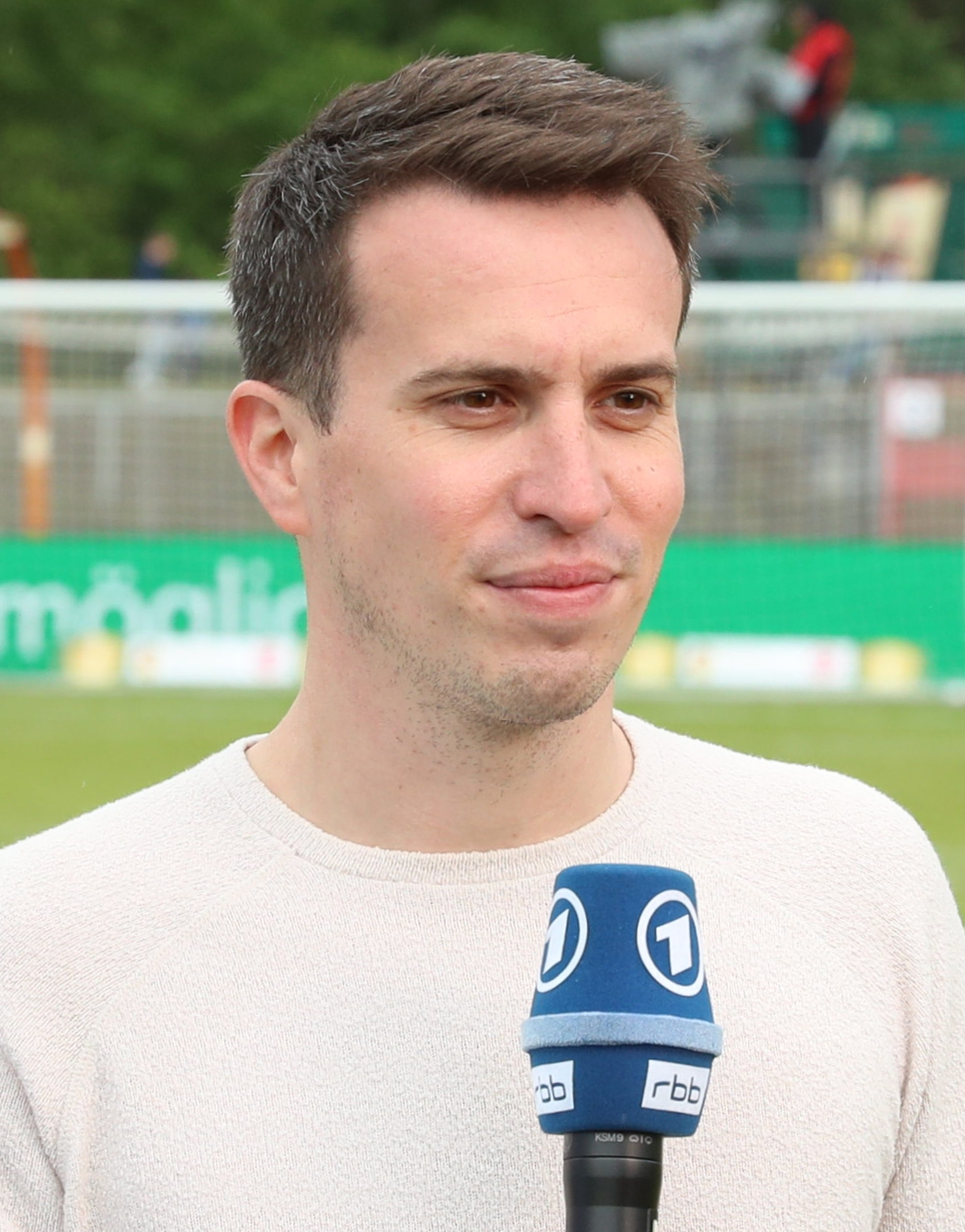
Uri Zahavi (2022)

Uri Zahavi (hebräisch אורי זהבי; * 1990 in Tel Aviv-Jaffa, Israel) ist ein israelisch-deutscher Sportjournalist und Fernsehmoderator.

## Leben
Uri Zahavi, Sohn des israelischen Filmregisseurs Dror Zahavi, wurde in Tel Aviv-Jaffa geboren. Kurz nach seiner Geburt zog die Familie nach Berlin-Charlottenburg, er besuchte die Heinz-Galinski-Grundschule und legte sein Abitur an einem bilingualen Gymnasium mit den Schwerpunkten Englisch und Deutsch ab. In seiner Kindheit und Jugend spielte Zahavi über viele Jahre beim Fußballverein TuS Makkabi Berlin, 2009 nahm er an der Makkabiade teil.
Zahavi studierte Journalistik in Hannover und absolvierte in 2015 ein fünfmonatiges Praktikum in der Sportredaktion des Rundfunks Berlin-Brandenburg. Nach dem Ende seines Bachelorstudiums kehrte er 2016 zum rbb Fernsehen zurück. Dort war er zunächst als Redaktionsassistenz, in der Folge als Sportreporter und Autor für Brandenburg aktuell sowie bis Ende 2021 für zibb – Zuhause in Berlin & Brandenburg tätig. Seit 2017 ist er Social-Media-Reporter der Sportschau für den Biathlon. Seit 2021 ist er Sportredakteur in der Sonnabendspätausgabe von rbb24, seit Januar 2022 gehört er zum Moderationsteam der Vorabendsendung schön + gut.
Seine Schwester ist die Schauspielerin Lili Zahavi.